# Уалхондинг
Уалхондинг (англ. Walhonding River) — река в США, на востоке центральной части штата Огайо. Является одной из двух составляющих реки Маскингум, которая является притоком реки Огайо. Имеет длину около 37,8 км; площадь бассейна составляет 5833 км².
Берёт начало как слияние рек Мохикан и Кокосинг и течёт преимущественно в восточном и юго-восточном направлениях. На реке имеется плотина Мохаук, построенная инженерными войсками США в 1930 году для осуществления контроля уровня воды в реке и предотвращения наводнений. Наиболее значительный приток — река Киллбак. Близ города Кошоктон сливается с рекой Тускаравас, формируя при этом реку Маскингум.